# Großbeeren
Großbeeren è un comune di 9 148 abitanti del Brandeburgo, in Germania. Appartiene al circondario del Teltow-Fläming.
Großbeeren è nota per l'omonima battaglia combattuta nel 1813.

## Storia
Dal 1961 al 1989 il tratto di territorio comunale che confinava con Berlino fu diviso dal "Muro", in quanto lambiva Berlino Ovest.
Il 31 dicembre 2001 venne annesso al comune di Großbeeren il comune di Diedersdorf.

### Simboli
I simboli comunali di Großbeeren sono lo stemma, la bandiera e il sigillo.
Stemma
"Geteilt von Silber und Blau, oben rechts ein abgeschnittener grüner Eichenzweig mit Früchten und links ein silbern-bordiertes, schwarzes Eisernes Kreuz; unten ein rotbewehrter, auffliegender nach ausgestreuten, goldenen Beeren schnappender silberner Schwan."
Bandiera
"Drei Steifen in den Farben Grün-Weiß-Grün im Verhältnis 1:2:1 mit dem Gemein-dewappen im Mittelstreifen."
Sigillo
"Über dem in der Mitte des Siegels befindlichen Gemeindewappen sind dem Rund des Siegels angepasst in Groß-buchstaben untereinander die Schriftzüge „GEMEINDE GROSSBEEREN“ und „DER BÜRGERMEISTER“ sowie unterhalb der Schriftzug „LANDKREIS TELTOW-FLÄMING“ angebracht. Die Schriftzüge ober- und unterhalb des Wappens sind durch einen kleinen Stern getrennt."

## Monumenti e luoghi d’interesse

### Großbeeren
Chiesa (Dorfkirche)Edificio in stile neogotico, costruito dal 1818 al 1820 su progetto di Karl Friedrich Schinkel.
Monumento commemorativo della Battaglia di GroßbeerenIn stile neogotico, eretto nel 1817 su progetto di Karl Friedrich Schinkel.
Torre commemorativa della Battaglia di GroßbeerenEretta nel 1913 su progetto di G. Lange nel centenario della battaglia.

### Frazione di Kleinbeeren
Chiesa (Dorfkirche)Edificio in pietra a pianta rettangolare, risalente al XIV secolo e modificato nel XVIII secolo.

## Società

### Evoluzione demografica
- Sviluppo della popolazione dal 1875 entro gli attuali confini (Linea Blu: Popolazione; Linea puntata: Confronto dello sviluppo della popolazione dello stato del Brandenburgo; Sfondo grigio: Ai tempi del governo nazista; Sfondo rosso: Al tempo del governo comunista)
- Sviluppo recente della popolazione (Linea blu) e previsioni

| Anno | Abitanti |
| ---- | -------- |
| 1875 | 1 953    |
| 1890 | 2 797    |
| 1910 | 3 547    |
| 1925 | 3 676    |
| 1939 | 4 346    |
| 1950 | 4 434    |
| 1964 | 3 770    |

| Anno | Abitanti |
| ---- | -------- |
| 1971 | 3 720    |
| 1981 | 3 460    |
| 1985 | 3 452    |
| 1990 | 3 171    |
| 1995 | 3 778    |
| 2000 | 6 077    |
| 2005 | 7 034    |

| Anno | Abitanti |
| ---- | -------- |
| 2010 | 7 466    |
| 2015 | 8 398    |
| 2016 | 8 227    |
| 2017 | 8 393    |
| 2018 | 8 381    |
| 2019 | 8 535    |
| 2020 | 8 804    |

Fonti dei dati sono nel dettaglio nelle Wikimedia Commons.

## Geografia antropica
Nel territorio comunale sono comprese le tre frazioni (Ortsteil) di Diedersdorf, Kleinbeeren e Heinersdorf, e la località abitata (Bewohnter Gemeindeteil) di Neubeeren.

## Amministrazione

### Gemellaggi
Großbeeren è gemellata con:
- Lewin Kłodzki

### Esplicative
1. ↑  Letteralmente: «Beeren grande», in contrapposizione alla vicina Kleinbeeren – «Beeren piccola».

### Bibliografiche
1. 1 2  Amt für Statistik Berlin-Brandenburg - Ente statistico Berlino-Brandeburgo
2. ↑  (DE) Eingliederung der Gemeinde Diedersdorf in die Gemeinde Großbeeren (PDF), in Amtsblatt für Brandenburg, anno 12, n. 52, Potsdam, 27 dicembre 2001,  pp. 903-904.
3. ↑  (DE) Statuto del comune di Großbeeren, art. 2 (PDF) [collegamento interrotto], su grossbeeren.mein-intra.net.
4. 1 2 3 4  (DE) Institut für Denkmalpflege (a cura di), Die Bau- und Kunstdenkmale in der DDR. Bezirk Potsdam, Berlino, Henschelverlag Kunst und Gesellschaft, 1978,  p. 449, ISBN non esistente.
5. ↑  Fonti dei dati sono nel dettaglio nelle Wikimedia Commons. Population Projection Brandenburg at Wikimedia Commons
6. ↑   Population Projection Brandenburg at Wikimedia Commons, su commons.wikimedia.org.
7. ↑  (DE) Statuto del comune di Großbeeren, art. 1 (PDF) [collegamento interrotto], su grossbeeren.mein-intra.net.
8. ↑  (DE) Partnergemeinde, su grossbeeren.de.